# Colin Dexter
Norman Colin Dexter (Stamford, Verenigd Koninkrijk, 29 september 1930 - Oxford, Verenigd Koninkrijk, 21 maart 2017) was een Engels misdaadschrijver. Hij is bekend van een serie romans rond de hoofdpersoon Inspector Morse, een nukkige politie-inspecteur uit Oxford die sympathie opwekt dankzij, of ondanks, zijn controversiële manier van werken. Dexter schreef de romans in de periode 1976-1999. Tussen 1987 en 2000 verscheen een televisieserie gebaseerd op de boeken.

## Schrijverscarrière
Dexter begon met het schrijven van detectiveverhalen in 1973 tijdens een verblijf in een vakantiehuis in de streek tussen Caernarfon en Pwllheli (Wales). Daar schreef hij de eerste paragrafen van een mogelijk detectiveverhaal getiteld Last Bus to Woodstock. De roman werd gepubliceerd in 1975 en introduceerde Inspecteur Morse, een politieman uit Oxford met net als Dexter zelf een voorliefde voor cryptogrammen, kruiswoordraadsels en de muziek van Wagner. In totaal verschenen er 13 romans met Morse als hoofdpersoon. Daarnaast schreef Dexter ook nog korte verhalen.

## Tv-serieMorse
De televisieserie Inspector Morse telt 33 afleveringen. In de meeste afleveringen heeft Colin Dexter een cameo-optreden. Hij verschijnt in elke aflevering wel een keer in beeld, bijvoorbeeld als voorbijganger of gast in een pub. De muziek van de serie, gecomponeerd door Barrington Pheloung, bevat een motief dat gebaseerd is op de morsecode voor de naam M.O.R.S.E. (-- --- ·-· ··· ·). Later volgde een serie over Lewis, in de romans en televisieserie de assistent van Morse, en een serie Endeavour, over de jonge Morse. Dexter was als adviseur bij deze laatste serie betrokken.